# Donne Breytenbach
Donne Breytenbach (30 de abril de 2002) es una deportista sudafricana que compite en judo. Ganó una medalla de plata en el Campeonato Africano de Judo de 2021 en la categoría de –57 kg.

## Palmarés internacional
| Campeonato Africano | Campeonato Africano | Campeonato Africano | Campeonato Africano |
| Año                 | Lugar               | Medalla             | Categoría           |
| ------------------- | ------------------- | ------------------- | ------------------- |
| 2021                | Dakar (Senegal)     | Medalla de plata    | –57 kg              |